# أردلان (فيروزة)
أردلان (بالفارسية: اردلان) هي قرية تقع في قسم طاغنكوة الشمالي الريفي (مقاطعة فيروزة) في إيران. يقدر عدد سكانها بـ 53 نسمة .